# 루디 영블러드
루디 영블러드(Rudy Youngblood, 1982년 9월 21일 ~ )는 미국의 배우이다. 《아포칼립토》의 주인공 역할로 잘 알려져 있다.

## 출연 작품
- 크로씽 포인트 (2016)
- 윈드 워커스 (2015)
- 비트다운 (2010)
- 아포칼립토 (2006)